# دلنج
دلنج (به عربی: الدلنج) یک منطقهٔ مسکونی در سودان است که در کردفان جنوبی واقع شده‌است. دلنج ۵۹٬۰۸۹ نفر جمعیت دارد.